# Walk Along
『Walk Along』は、日本のバンド、OCEANLANEが2007年7月4日にリリースしたシングルである。

## 概要
- 『out of reason』に続くOCEANLANEの2ndシングル。
- 付属DVDには直江と武居のインタビュー、『Walk Along』のレコーディング風景、「Walk Along」のPVが収録されている。

## 収録曲
1. Walk Along
詞は直江と武居の共作、作曲は直江。メインボーカルは武居。
アルバム『Castle In The Air』に収録されている。
2. Tell Me Why
作詞作曲とメインボーカルは武居。
アルバム『Castle In The Air』に収録されている。
3. Feel More Alive
作詞作曲とメインボーカルは直江。
アルバム未収録曲。
4. Englishman In New York
スティングの「イングリッシュマン・イン・ニューヨーク (Englishman in New York)」（『ナッシング・ライク・ザ・サン』収録曲）のカバー。
メインボーカルは直江。
ポリスのトリビュートアルバム『Policia!』（2007年）に収録されている（OCEANLANEのオリジナルアルバムには未収録）。